# Polipeptid N-acetilgalaktozaminiltransferaza
Polipeptid -acetilgalaktozaminiltransferaza (EC 2.4.1.41, protein-UDP acetilgalaktozaminiltransferaza, UDP-:polipeptid N-acetilgalaktozaminil transferaza, UDP--acetilgalaktozamin:kappa-casein polipeptid -acetilgalaktozaminiltransferaza, uridin difosfoacetilgalaktozamin-glikoprotein acetilgalaktozaminiltransferaza, glikoprotein acetilgalaktozaminiltransferaza, polipeptid-N-acetilgalaktozamin transferaza, UDP-acetilgalaktozamin-glikoprotein acetilgalaktozaminiltransferaza, UDP-acetilgalaktozamin:peptid-N-galaktozaminiltransferaza, UDP-:polipeptid -acetilgalaktozaminiltransferaza, UDP-N-acetil-alfa--galaktozamin:polipeptid -acetilgalaktozaminiltransferaza, UDP--acetilgalaktozamin-glikoprotein -acetilgalaktozaminiltransferaza, UDP--acetilgalaktozamin-protein -acetilgalaktozaminiltransferaza, UDP--acetilgalaktozamin:polipeptid -acetilgalaktozaminiltransferaza, UDP--acetilgalaktozamin:protein -acetilgalaktozaminil transferaza, ppGalNAc-T) je enzim sa sistematskim imenom UDP-N-acetil-alfa--galaktozamin:polipeptid -acetilgalaktozaminil-transferaza. Ovaj enzim katalizuje sledeću hemijsku reakciju
UDP--acetil-alfa--galaktozamin + polipeptid {\displaystyle \rightleftharpoons } UDP + N-acetil-alfa--galaktozaminil-polipeptid
Za rad ovog enzima su neophodni Mn2+ i 2+.

## Literatura
- Nicholas C. Price; Lewis Stevens (1999). Fundamentals of Enzymology: The Cell and Molecular Biology of Catalytic Proteins (Third изд.). USA: Oxford University Press. ISBN 019850229X.
- Eric J. Toone (2006). Advances in Enzymology and Related Areas of Molecular Biology, Protein Evolution (Volume 75 изд.). Wiley-Interscience. ISBN 0471205036.
- Branden C; Tooze J. Introduction to Protein Structure. New York, NY: Garland Publishing. ISBN 0-8153-2305-0.
- Irwin H. Segel. Enzyme Kinetics: Behavior and Analysis of Rapid Equilibrium and Steady-State Enzyme Systems (Book 44 изд.). Wiley Classics Library. ISBN 0471303097.

## Spoljašnje veze
- Polypeptide+N-acetylgalactosaminyltransferase на 